# المدعي العام لأيرلندا
المدعي العام لأيرلندا (بالأيرلندية: An tArd-Aighne) هو موظف دستوري وهو المستشار القانوني للحكومة وبالتالي هو كبير موظفي القانون في الولاية. النائب العام ليس عضوا في الحكومة ولكنه يشارك في اجتماعات مجلس الوزراء عند دعوته وحضور اجتماعات الحكومة. النائب العام الحالي هو بول غالاغر، كارولينا الجنوبية.

## ملخص
تم تحديد مكتب ووظائف المدعي العام في المادة 30 من دستور أيرلندا.
كان النائب العام دائمًا محاميًا بالقضاء العالي وليس محاميًا، على الرغم من أن هذا ليس شرطًا للمنصب. في الحالات التي يكون فيها المحامي الذي رشحه رئيس الوزراء الأيرلندي ليكون المدعي العام ليس مستشارًا أقدم في ذلك الوقت، فإن الحكومة الحالية قد جعلته أولاً، كما حدث في قضيتي جون روجرز وجون كيلي.
يقدم النائب العام المشورة للحكومة بشأن دستورية مشاريع القوانين والمعاهدات، ويعرض قضية الحكومة إذا أحال الرئيس أي مشروع قانون إلى المحكمة العليا بموجب المادة 26 من الدستور قبل التوقيع عليه.
للمدعي العام واجبات قليلة في الادعاء. هذه تقتصر على الوظائف بموجب قوانين المصايد المختلفة وقوانين تسليم المجرمين. وبدلاً من ذلك، فإن مدير النيابات العامة مسؤول عن جميع الملاحقات الجنائية الأخرى في الدولة.
يتألف مكتب المدعي العام من عدد من المكاتب المختلفة:
- مكتب المدعي العام (الموجود في شارع ميريون، دبلن 2) الذي يحتوي على المستشار الاستشاري للمدعي العام (تقديم المشورة القانونية).
- مكتب المستشار البرلماني (الموجود أيضًا في شارع ميريون، دبلن 2) الذي يحتوي على المستشار البرلماني الذي يقوم بصياغة التشريعات ولديه مسؤوليات في مجال مراجعة القانون التشريعي.
- مكتب كبير محامي الدولة (الموجود في ليتل شيب ستريت، دبلن 8) الذي يحتوي على المحامين الذين يمثلون المدعي العام والولاية الذين يقدمون التقاضي ونقل الملكية وخدمات المعاملات الأخرى.
- وحدة مراجعة القانون الأساسي التي تبسط وتحسن مجموعة القانون التشريعي.

كان جزء من وظيفة المدعي العام هو تحديد والتحضير لإلغاء جميع التشريعات التي صدرت قبل الاستقلال. يشمل ذلك قوانين المملكة المتحدة لبريطانيا العظمى وأيرلندا وبريطانيا وإنجلترا والبرلمان الأيرلندي. على سبيل المثال، لا يزال قتل الماشية في دبلن يخضع للتنظيم، جزئيًا بموجب قانون إيرلندي صدر عام 1743، في حين أن «معاملة التجار الأجانب» تحكمها 25 إدو. 1 الوثيقة العظمى ج. 30، قانون صادر عن برلمان إنجلترا بتاريخ 1297.

## تاريخ
قدم قانون الوزراء والأمناء لعام 1924 أساسًا تشريعيًا للنائب العام لدولة أيرلندا الحرة (بالأيرلندية: Príomh-Atúrnae Shaorstáit Éireann). زودها هذا القانون بما يلي:
 
كما نقلت الهيئات التالية إلى مكتب النائب العام:
- رئيس محامي التاج في أيرلندا.
- دائرة محامي الدولة الرئيسي وجميع محامي الدولة المحليين.
- محامي وزارة الخزانة لأيرلندا.
- رسام برلماني.
- مؤسسات خيرية.
- تركة المتوفين غير الشرعيين.

نصت المادة 30 من دستور أيرلندا الذي تمت الموافقة عليه في 1 يوليو 1937 على منصب المدعي العام لأيرلندا، مما وفر له أساسًا دستوريًا لأول مرة. نصت المادة 59 على أن النائب العام في ساورستات إيريان قبل بدء العمل بالدستور سيصبح المدعي العام عند دخول الدستور حيز التنفيذ دون الحاجة إلى تعيين، والذي حدث في 29 ديسمبر 1937.
حتى عام 1974، كان المدعي العام مسؤولاً عن ملاحقة الجرائم الجنائية. في عام 1974، تم استحداث منصب مدير النيابات العامة. نُقل محامو الدولة المحليون إلى مدير النيابات العامة في عام 2007.

## وظائف أخرى
هناك دوران أقل شهرة لكنهما مهمان قام بهما جميع المدعين العامين الأيرلنديين حتى الآن وهما «زعيم نقابة المحامين الأيرلندية» وباعتباره عضوًا في الجمعية الفخرية كينغز إنس (بالإنجليزية: King's Inns)‏. قبول المدعين العامين لهذه الأدوار غير القانونية والتي غالبًا ما تكون سرية عند توليهم مناصبهم على مر السنين كان موضع تساؤل وانتقاد باعتباره غير مناسب لشاغل منصب دستوري. في عام 1990، صرحت لجنة التجارة العادلة التابعة للحكومة الأيرلندية بأنها «أوصت بأن يكون مجلس نقابة المحامين هو الهيئة التأديبية الأساسية للمحامين، ولا يشمل أيًّا من أعضاء السلطة القضائية. النائب العام، مع ذلك، هو عضو في مجلس نقابة المحامين، وتعتقد اللجنة أنه من الأفضل ألا يشارك عندما يمارس مجلس النقابة وظيفته التأديبية. النائب العام هو أيضًا عضو في مجلس الجمعية الفخرية، وتعتقد اللجنة أنه من الأفضل ألا يشارك في أي نشاط تأديبي تمارسه هذه الهيئة أيضًا. في الواقع، بشكل عام، نجد عضوية هذه الهيئات من قبل المدعي العام شاذة إلى حد ما».

## قائمة المدعين العامين
| المدعون العامون لدولة أيرلندا الحرة |                  |                  |                  | |
| ت.                                  | الاسم            | الفترة في المنصب | الفترة في المنصب | مهنة قضائية أو سياسية لاحقة                                                                                             |
| 1.                                  | هيو كينيدي       | 31 يناير 1922    | 5 يونيو 1924     | رئيس قضاة أيرلندا 1924–1936                                                                                             |
| 2.                                  | جون بايرن        | 7 يونيو 1924     | 9 يناير 1926     | قاضي المحكمة العليا 1926–1940 قاضي المحكمة العليا 1940–1954                                                             |
| 3.                                  | جون أ كوستيلو    | 9 يناير 1926     | 9 مارس 1932      | تاوسيتش 1948–1951, 1954–1957                                                                                            |
| 4.                                  | كونور ماغواير    | 10 مارس 1932     | 2 نوفمبر 1936    | رئيس المحكمة العليا 1936–1946 رئيس المحكمة العليا 1946–1961                                                             |
| 5.                                  | جيمس جيوهيجان    | 2 نوفمبر 1936    | 22 ديسمبر 1936   | قاضي المحكمة العليا 1936–1949                                                                                           |
| 6.                                  | باتريك لينتش     | 22 ديسمبر 1936   | 29 ديسمبر 1937   | |
| النيابة العامة في أيرلندا           |                  |                  |                  | |
| ت.                                  | الاسم            | الفترة في المنصب | الفترة في المنصب | مهنة قضائية أو سياسية لاحقة                                                                                             |
|                                     | باتريك لينتش     | 29 ديسمبر 1937   | 1 مارس 1940      | |
| 7.                                  | كيفن هوغ         | 2 مارس 1940      | 10 أكتوبر 1942   | قاضي المحكمة العليا 1942–1961 قاضي المحكمة العليا 1961–1969                                                             |
| 8.                                  | كيفن ديكسون      | 10 أكتوبر 1942   | 30 أبريل 1946    | قاضي المحكمة العليا 1946–1959                                                                                           |
| 9.                                  | سيارهال دالايغ   | 30 أبريل 1946    | 18 فبراير 1948   | رئيس المحكمة العليا لأيرلندا                                                                                            |
| 10.                                 | سيشيل لافيري     | 19 فبراير 1948   | 21 أبريل 1950    | رئيس المحكمة العليا 1950–1966                                                                                           |
| 11.                                 | تشارلز كيسي      | 21 أبريل 1950    | 12 يونيو 1951    | قاضي المحكمة العليا 1951–1952                                                                                           |
|                                     | سيارهال دالايغ   | 14 يونيو 1951    | 11 يوليو 1953    | رئيس المحكمة العليا 1953–1973 رئيس المحكمة العليا 1961–1973 قاضي محكمة العدل الأوروبية 1973–1974 رئيس أيرلندا 1974–1976 |
| 12.                                 | توماس تيفان      | 11 يوليو 1953    | 30 يناير 1954    | قاضي المحكمة العليا 1954–1971                                                                                           |
| 13.                                 | أندرياس كويمه    | 30 يناير 1954    | 2 يونيو 1954     | |
| 14.                                 | باتريك مكجيليغان | 2 يونيو 1954     | 20 مارس 1957     | |
|                                     | أندرياس كويمه    | 20 مارس 1957     | 15 مارس 1965     | رئيس المحكمة العليا 1966–1974 قاضي محكمة العدل الأوروبية 1975–1985                                                      |
| 15.                                 | كولم كوندن       | 16 مارس 1965     | 14 مارس 1973     | |
| 16.                                 | ديكلان كوستيلو   | 15 مارس 1973     | 19 مايو 1977     | قاضي المحكمة العليا 1977–1998 رئيس المحكمة العليا 1995–1998                                                             |
| 17.                                 | جون كيلي         | 20 مايو 1977     | 5 يوليو 1977     | وزير التجارة والسياحة 1981–1982                                                                                         |
| 18.                                 | أنطوني هيدرمان   | 6 يوليو 1977     | 29 يونيو 1981    | رئيس المحكمة العليا 1981–1993                                                                                           |
| 19.                                 | بيتر ساذرلاند    | 30 يونيو 1981    | 9 مارس 1982      | |
| 20.                                 | باتريك كونولي    | 10 مارس 1982     | 16 أغسطس 1982    | |
| 21.                                 | جون موراي        | 17 أغسطس 1982    | 14 ديسمبر 1982   | |
|                                     | بيتر ساذرلاند    | 15 ديسمبر 1982   | 12 ديسمبر 1984   | المفوض الأوروبي للمنافسة 1985–1989                                                                                      |
| 22.                                 | جون روجرز        | 13 ديسمبر 1984   | 10 مارس 1987     | |
|                                     | جون موراي        | 11 مارس 1987     | 25 سبتمبر 1991   | قاضي محكمة العدل الأوروبية 1992–1999 رئيس المحكمة العليا 1999–2015 رئيس المحكمة العليا 2004–2011                        |
| 23.                                 | هاري ويليهان     | 26 سبتمبر 1991   | 11 نوفمبر 1994   | رئيس المحكمة العليا 15–17 نوفمبر 1994                                                                                   |
| 24.                                 | يوغان فيتزيمونس  | 11 نوفمبر 1994   | 15 ديسمبر 1994   | |
| 25.                                 | ديرموت غليسون    | 15 ديسمبر 1994   | 26 يونيو 1997    | |
| 26.                                 | ديفيد بيرن       | 26 يونيو 1997    | 17 يوليو 1999    | المفوض الأوروبي لحماية المستهلك 1999–2004                                                                               |
| 27.                                 | ميشيل ماكدويل    | 17 يوليو 1999    | 6 يونيو 2002     | وزير العدل 2002–2007 |
| 28.                                 | روري برادي       | 7 يونيو 2002     | 14 يونيو 2007    | |
| 29.                                 | باول غالاغير     | 14 يونيو 2007    | 9 مارس 2011      | |
| 30.                                 | مايري ويلان      | 9 مارس 2011      | 14 يونيو 2017    | قاضي محكمة الاستئناف 2017–                                                                                              |
| 31.                                 | سيموس وولف       | 14 يونيو 2017    | 27 يونيو 2020    | رئيس المحكمة العليا 2020–                                                                                               |
|                                     | باول غالاغير     | 27 يونيو 2020    | مستمر            | |

## روابط خارجية
- مكتب النائب العام
- كتاب النظام الأساسي الأيرلندي، الذي أصدره مكتب المدعي العام